# Šalvěj skvostná
Šalvěj skvostná (Salvia elegans), nazývaná díky své charakteristické vůni též šalvěj ananasová, melounová či mandarinková, je vytrvalý keř původem z Mexika. Patří k často pěstovaným šalvějím, do zahradní kultury byla zavedena kolem roku 1870.

## Popis
Salvia elegans je v přirozených podmínkách keř dorůstající do výšky až 1–1,5 metru, s kořeny vytvářejícími pod zemí velké trsy. Bledě žlutozelené listy jsou křižmostojné, vejčité, řapíkaté, s vyniklou žilnatinou a pokryté jemnými chlupy. Celá rostlina produkuje silice, jejichž aroma je podobné ananasu či mandarinkám. Začátkem podzimu vytváří četné vzpřímené lodyhy nesoucí květy. Ty jsou šarlatově červeně zbarvené a rostou v lichopřeslenech na dlouhém květenství, které rozkvétá postupně a vydrží kvést po dlouhou dobu. Květy jsou 2–3 cm dlouhé a mají charakteristický tvar s dlouhou korunní trubkou a málo členěným horním i spodním pyskem. Z květů daleko vyčnívá čnělka s dvouklanou bliznou a dvojice fertilních tyčinek.
Květy jsou atraktivní pro opylovače, zejména kolibříky a motýly, kteří v nich nalézají bohatý zdroj nektaru. Ve středním Mexiku bylo zjištěno, že tato šalvěj je jednou ze tří nejnavštěvovanějších druhů rostlin, co se týče kolibříků.

## Ekologie a rozšíření
Roste v podrostu madreanských a mezoamerických lesů v Mexiku, v nadmořských výškách mezi 1800 a 2700 m. Jedná se o světlé, druhově bohaté subtropické lesy, jejichž stromové patro je tvořeno především borovicemi a duby, ve vyšších polohách jedlemi.

## Pěstování
Je to rostlina krátkého dne. Období květu začíná v časném podzimu a v oblastech, kde není mráz, může kvést až do jara. Odrůda 'Honeymelon' kvete spíše na začátku léta než na podzim. Rostlina snáší pokles teplot pouze k −4 až −7 °C, což odpovídá klimatické zóně 9a; v mrazu rostlina odumře až k zemi, na jaře může znovu obrazit. Škodlivá a potenciálně smrtící je pro ni také přílišná zimní vlhkost.
V chladnějších podmínkách včetně ČR je pěstována pouze jako letnička, popřípadě v přenosných nádobách s možností přečkat zimu na chráněném místě. Vyžaduje lehkou, propustnou, ideálně písčitohlinitou, humózní půdu, stálou přiměřenou vlhkost a chráněné slunné či polostinné stanoviště. Množit ji lze semeny nebo řízkováním polovyzrálých výhonů.

## Fytochemie
Účinné látky této šalvěje se skládají především ze silic, z kyseliny kávové a jejích derivátů, jako je kyselina rozmarýnová a kyseliny salvianolové a flavonů.

## Galerie

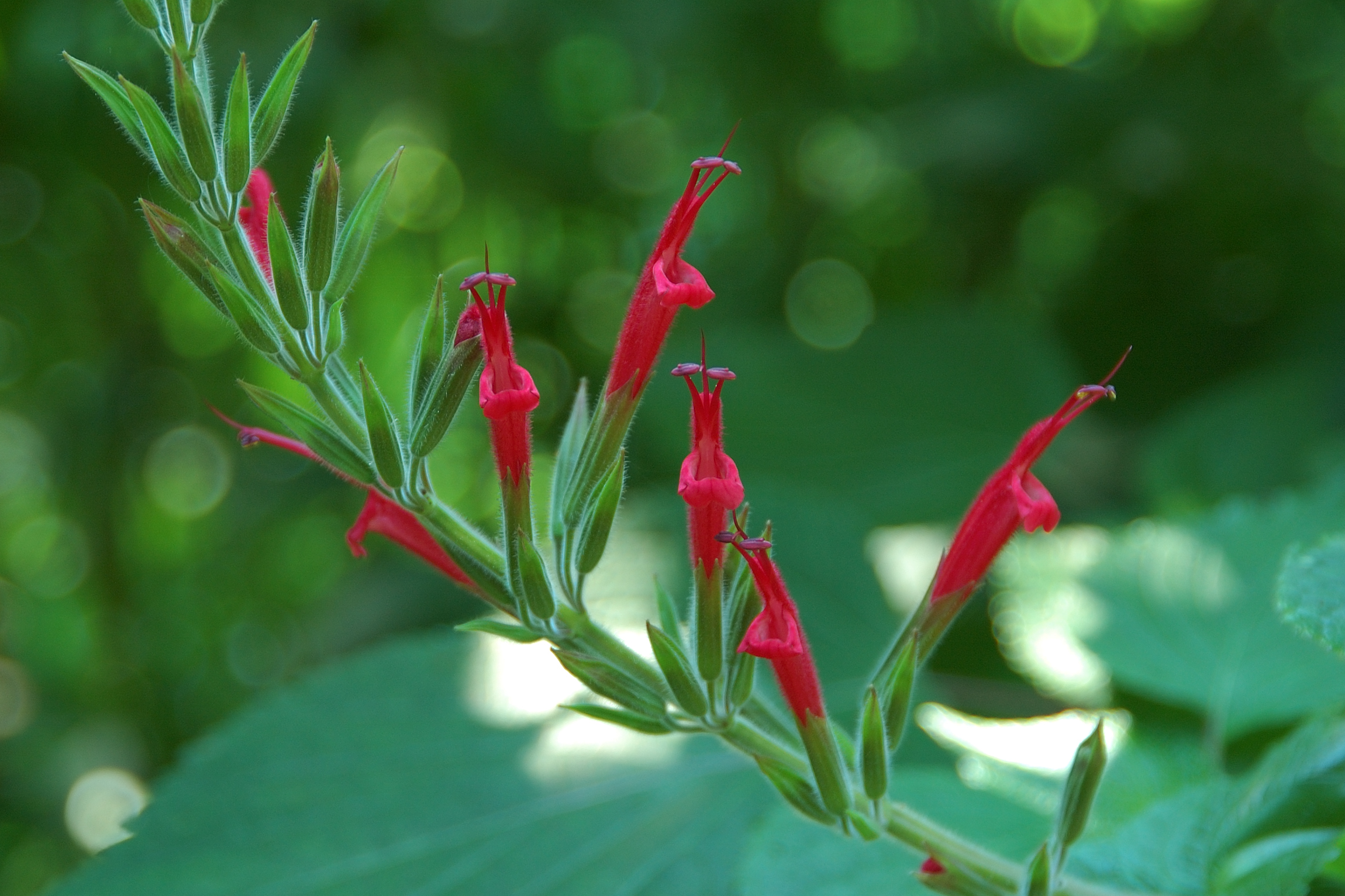
Detail květů
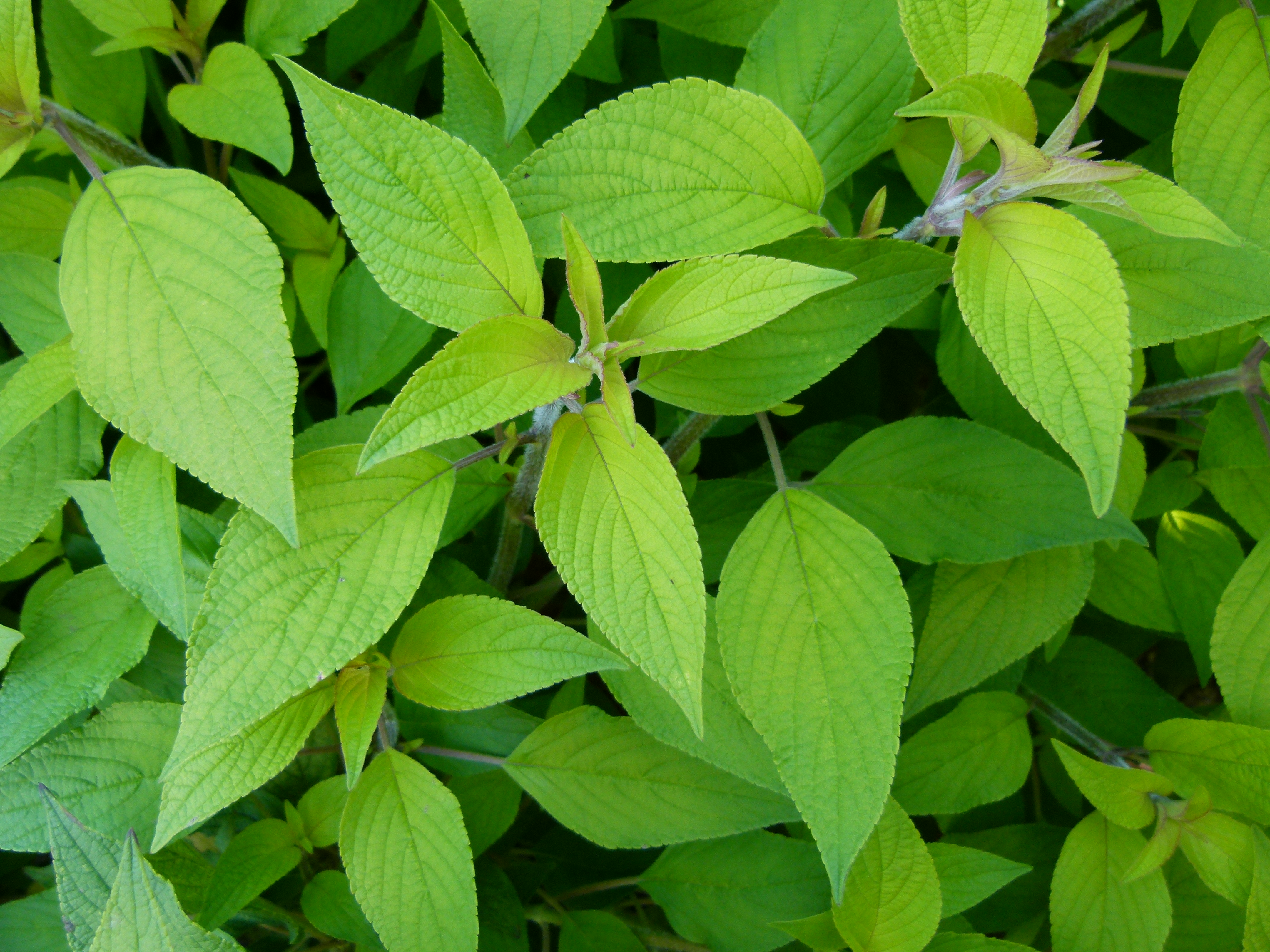
Olistění
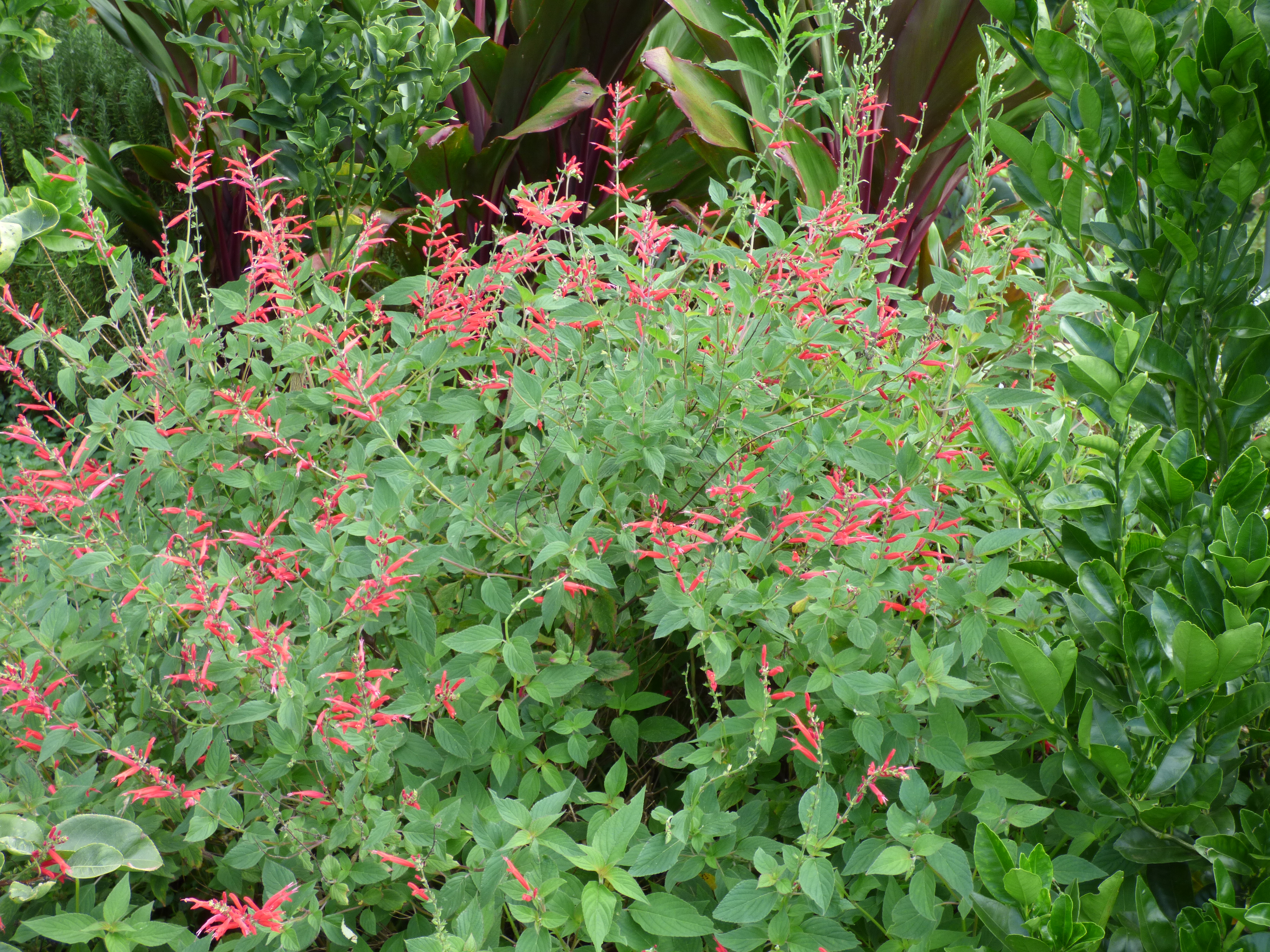
Habitus celé rostliny na záhoně
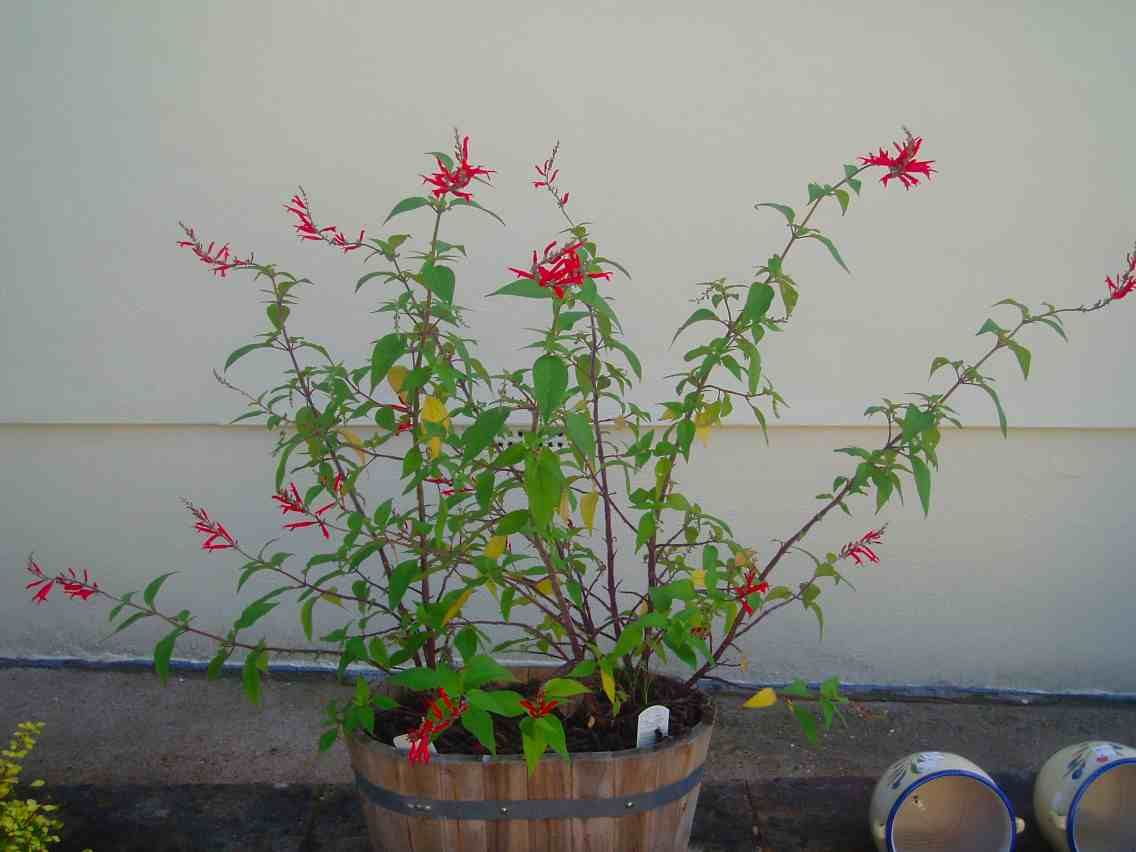
V kbelíkové výsadbě

## Použití
Listy a květy této šalvěje jsou jedlé, lze je využívat k ochucení nápojů, salátů, likérů, dezertů, džemů apod. Sušené mohou být součástí vonných a čajových směsí a potpourri. Rostlina se používá v mexické tradiční medicíně, zejména při úzkosti a hypertenzi, též při nachlazení, bolestech hlavy, zubů a v krku.